# Борат (фільм)
«Борат: культурні дослідження Америки на користь славної держави Казахстан» (англ. Borat: Cultural Learnings of America for Make Benefit Glorious Nation of Kazakhstan (sic)) — кінофільм режисера Ларрі Чарльза з участю британського коміка Саші Барона Коена, який також є співавтором сценарію і одним з продюсерів фільму. Фільм є псевдодокументальною комедією, головною фігурою якого є зіграний Коеном персонаж Борат Сагдієв — казахстанський журналіст, який подорожує по США і зустрічається з різними людьми. «Борат» став другим фільмом, знятим на основі персонажів сатиричної телевізійної передачі Коена «Шоу Алі Джі»
Попри обмежений прокат у кінотеатрах світу фільм виявився комерційно успішним, зібрав у світовому прокаті 261 471 111 доларів при бюджеті 18 млн доларів, а також завоював хороші критичні відгуки. 2007 року Саша Барон Коен за роль Бората отримав Золотий глобус в номінації «найкращий актор у музичному фільмі чи комедії», фільм був нагороджений у номінації «найкращий музичний фільм чи комедія». «Борат» був також висунутий на Оскар в номінації за найкращий адаптований сценарій.
Теглайн фільму: Приїжджайте в Казахстан, це круто! (англ. Come to Kazakhstan, It's Nice!)

## Сюжет

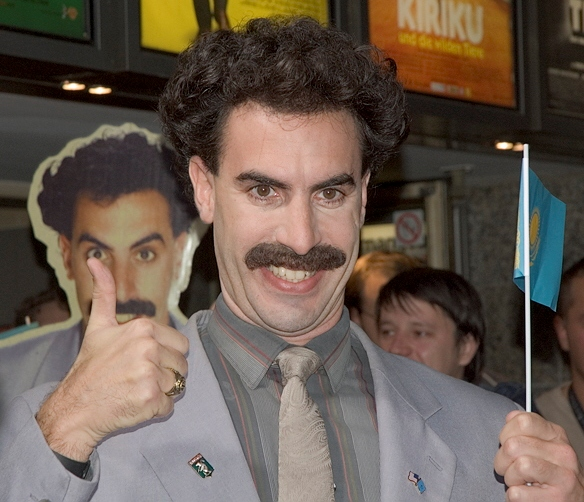
Саша Барон Коен в образі Бората на прем'єрі фільму в Кельні

Борат Сагдієв покидає «рідний» Казахстан і вирушає за наказом «Міністерства інформації Казахстану» в США для створення документального фільму-репортажу. Він покидає вдома матір, дружину, сестру-повію, недоумкуватого брата, міського ґвалтівника, і їде зі своїм продюсером Азаматом Багатовим автомобілем, запряженим кіньми.
Під час перебування в США Борат дивиться епізод телесеріалу «Рятувальники Малібу» (англ. Baywatch), і відразу закохується в Памелу Андерсон. Незабаром до нього доходить звістка про смерть дружини, і Борат купує напіврозвалений фургончик морозивника, на якому їде до Лос-Анджелеса до Памели Андерсон з метою отримати її «vagin» і одружитися з нею.
Дорогою він продовжує знімати документальний фільм. Борат зустрічається з феміністками, з чорношкірими молодими людьми, що грають у гру Cee-lo, ночує в приватному готелі, що належить єврейському подружжю, звідки потім тікає, ледь дізнавшись про національність його господарів (згідно з фільмом, в уявленнях казахів євреї є вселенським злом, здатним перевтілюватися в будь-який вигляд, тому Борат та Азамат починають кидати долари, щоб відкупитися від тарганів, прийнятих ними за перевтілених євреїв). Борат також відвідує ковбойське родео в Салемі, виголошує промову, в якій бажає президентові Бушу вбити всіх громадян Іраку та співає вигаданий гімн Казахстану на музику американського (весь гімн побудований на фразі «Казахстан — головний виробник гною у світі»). Потім він відвідує антикварний магазин з реліквіями часів Конфедерації південних штатів, щоб роздобути рушницю для захисту від євреїв, і світську вечерю на півдні країни.
Після того, як він зазнає невдачі в спробі насильно одружитися з Памелою Андерсон, Борат бере в дружини чорношкіру повію і разом з нею повертається до Казахстану.

## Видалені сцени
На DVD є декілька видалених сцен з фільму, наприклад, коли Борат Сагдієв був пійманий поліцією на транспортній зупинці, коли відвідував притулок для бездомних тварин і змусив собаку захищати його від євреїв. Також була знята сцена, в якій Борат був запроторений у в'язницю, яку видалили через загрозу подачі судового позову тюремними службовцями.

## Саундтрек
Альбом з піснями з фільму був випущений 24 жовтня 2006, на iTunes Store, і вже 31 жовтня з'явився в магазинах. Всього в альбомі 18 треків, загальною тривалістю 40 хвилин 38 секунд.

## Творці фільму
| - Режисер — Ларрі Чарльз - Сценарій — Саша Барон Коен, Пітер Бейнхем, Ентоні Хайнс, Ден Мазер, Тод Філіпс - Оператор — Ентоні Хардвік, Люк Гейсбюлер - Композитор — Еран Барон Коен - Продюсери — Саша Барон Коен, Пітер Бейнхем, Моніка Левінсон, Ден Мазер, Джей Роуч | - Саша Барон Коен — Борат Сагдієв - Кен Давітян — Азамат Багатов - Луенель Кембел — Луенель - Памела Андерсон — камео - Боб Бар — грає самого себе |

### Відгукикритиків
|                     | Фільм братів Фарреллі «Тупий і ще тупіший», на мене, куди дотепніше. |
| — Юрій Гладільщіков |                                                                      |

|                   | ...Одна з найбільших комедій десятиліття, а можливо, і взагалі нового покоління кіно. |
| — «Rolling Stone» |                                                                                       |

|                                                     | ...Культова комедія, настільки ж зріла і продумана, як «Аероплан!» Або «Це - Spinal Tap». <...> Абсурдна, скандальна, неспокійна, прониклива і така смішна... |
| — Ден Джолін, «Empire» http://www.empireonline.com/ | |

### Заборони на прокат
Українська прем'єра фільму «Борат» планувалася на 30 листопада 2006 року компанією «Геміні-Фільм». Прем'єра не відбулася, і стрічка взагалі так і не вийшла на великий екран. Це перший випадок заборони непорнографічного фільму в Україні.. Причина — відмова у видачі прокатного посвідчення, без якого прокат фільму є незаконним. Видачею прокатних посвідчень на той момент завідувало Держкіно.
За словами начальника відділу державного реєстру Юрія Вікторовича Васючкова, фільм «містить матеріали, які деякій кількості глядачів можуть здатися такими, що принижують деякі національності або релігії». Таким чином, цей фільм створив прецедент — раніше такого роду обструкції піддавалися тільки стрічки порнографічного змісту.
Від прокату фільму відмовилась Росія. Також показ заборонили в Йорданії, Кувейті, Бахрейні, Омані, Катарі та Білорусь.

### Реакція на фільм у Казахстані
У самому Казахстані фільм офіційно не заборонили. Але представник МЗС Казахстану висловив сподівання, «що компанії-прокатники проявлять відповідальність і не будуть показувати цей фільм». 
|                                                                    | Після перегляду фільму стало зрозуміло, що пан Коен ніколи не був у Казахстані. Та й сама стрічка знімалася в бідному румунському селі. Роль казахів виконали жебраки цигани. А п'яних корінних жителів зіграли американські студенти. |
| — Нурсултан Назарбаєв, президент Республіки Казахстан (newsru.org) | |

Реакція на фільм поступово змінюється. Через декілька років від скандальної прем'єри, навіть голова Комітету міжнародної інформації Міністерства закордонних справ республіки Казахстан не вгледів у стрічці чого-небудь крамольного і образливого. 
|                   | Цей фільм є сатирою на забобони, що існують у країнах заходу, перш за все в США. Я думаю, що це (побачити фільм по російському MTV) буде лише корисно для багатьох казахстанців, які критикували його. Тут нічого образливого для Казахстану немає. |
| — Роман Василенко | |

|                   | Коен в ролі журналіста висвітив такі виразки американського суспільства, як прихований антисемітизм, расизм, латентний расизм, і в цілому — слабке уявлення про життя всього світу за межами США |
| — Роман Василенко | |

## Нагороди
| Список нагород і номінацій фільму «Борат: культурні дослідження Америки на користь славної держави Казахстан». | Список нагород і номінацій фільму «Борат: культурні дослідження Америки на користь славної держави Казахстан». | Список нагород і номінацій фільму «Борат: культурні дослідження Америки на користь славної держави Казахстан». | Список нагород і номінацій фільму «Борат: культурні дослідження Америки на користь славної держави Казахстан». |
| Премія | Номінація | Номінант | Результат |
| --- | --- | --- | --- |
| Премія «Оскар» (2007)                                                                                          | Найкращий адаптований сценарій                                                                                 | Саша Барон Коен, Ентоні Хайнс, Пітер Бейнхем, Ден Мазер, Тод Філіпс                                            | Номінант |
| Премія «Золотий глобус» (2007)                                                                                 | | | |
| Найкращий фільм (музичний фільм або комедія)                                                                   | | Номінант | |
| Найкраща чоловіча роль (музичний фільм або комедія)                                                            | Саша Барон Коен                                                                                                | Переможець | |
| British Comedy Awards (2006)                                                                                   | Ronnie Barker Award                                                                                            | Саша Барон Коен                                                                                                | Переможець |
| Critics Choice Award (Broadcast Film Critics Association Awards) (2007)                                        | Найкращий комедійний фільм                                                                                     | | Переможець |
| Chicago Film Critics Association Awards (2006)                                                                 | Most Promising Performer                                                                                       | Саша Барон Коен (також за фільм «Рікі Боббі: Король дороги»)                                                   | Переможець |
| Empire Award (2007)                                                                                            | | | |
| Найкраща комедія                                                                                               | | Номінант | |
| Найкращий актор                                                                                                | Саша Барон Коен                                                                                                | Номінант | |
| Сцена року | Оголена бійка Бората і Азамата                                                                                 | Номінант | |
| Evening Standard British Film Awards (2007)                                                                    | Peter Sellers Award for Comedy                                                                                 | Саша Барон Коен                                                                                                | Переможець |
| Audience Award (Irish Film and Television Awards) (2007)                                                       | Найкращий міжнародний актор                                                                                    | Саша Барон Коен                                                                                                | Номінант |
| ALFS Award (London Critics Circle Film Awards) (2007)                                                          | Британський актор року                                                                                         | Саша Барон Коен                                                                                                | Номінант |
| Los Angeles Film Critics Association Awards (2006)                                                             | Найкращий актор                                                                                                | Саша Барон Коен                                                                                                | Переможець |
| MTV Movie Award (2007)                                                                                         | | | |
| Найкраща комедійна роль                                                                                        | Саша Барон Коен                                                                                                | Переможець | |
| Найкраща бійка                                                                                                 | Саша Барон Коен, Кен Давітян                                                                                   | Номінант | |
| Найкращий фільм                                                                                                | | Номінант | |
| National Movie Award (2007)                                                                                    | Найкраща комедія                                                                                               | | Номінант |
| Online Film Critics Society Awards (2007)                                                                      | | | |
| Найкращий прорив у виконанні                                                                                   | Саша Барон Коен                                                                                                | Переможець | |
| Найкращий актор                                                                                                | Саша Барон Коен                                                                                                | Номінант | |
| San Francisco Film Critics Circle (2006)                                                                       | Найкращий актор                                                                                                | Саша Барон Коен                                                                                                | Переможець |
| Satellite Award (2007)                                                                                         | Best DVD Extras                                                                                                | | Переможець (розділив з телесеріалом «Майстри жахів», 1-й сезон)                                                |
| Teen Choice Award (2007)                                                                                       | Найкращий кіноактор: комедія                                                                                   | Саша Барон Коен                                                                                                | Номінант |
| Toronto Film Critics Association Awards (2006)                                                                 | Найкраща чоловіча роль                                                                                         | Саша Барон Коен                                                                                                | Переможець |
| Writers Guild of America Award (Screen) (2007)                                                                 | Найкращий адаптований сценарій                                                                                 | Саша Барон Коен, Ентоні Хайнс, Пітер Бейнхем, Ден Мазер, Тод Філіпс                                            | Номінант |

## Інші факти
- Борат — це не казахське ім'я, а вигаданий піар-персонаж.
- За задумом, вивчення Америки іноземцем, фільм схожий на фільм 1993 року «Вчений за кермом».
- Сцени, дія в яких начебто відбувається в Казахстані, були зняті в румунському селі Глод (рум. Glod) жудеця Димбовіца. Кілька персонажів, які розмовляють нібито казахською мовою, насправді говорять румунською. Жінка, яка грає дружину Бората, насправді народилася в Казахстані і емігрувала до Румунії.
- При створенні фільму «Борат» використовувався вихідний відеоматеріал з відеоархіву TVDATA. Продюсери підбирали кадри, не замислюючись, де були зняті вибрані ними матеріали. У підсумку у фільмі можна побачити вантажівку, що перевозить руду в Магнітогорську, пам'ятник радянських часів у Чорнобилі, веселого узбека з насінням, а також виробництво сиру у Франції. І все це видається за Казахстан.
- На початку фільму показана географічна карта із зображенням Казахстану і його сусідів. На цій карті назва Казахстану замінено набором літер на кирилиці (який виходить при наборі англійського слова на російській розкладці), у той час як для інших країн правильні назви латинськими літерами.
- Показаний у кінці фільму на тлі прапора Казахстану портрет повинен зображувати Нурсултана Назарбаєва, однак, ця особа — президент Азербайджану Ільхам Алієв.
- Сусіда Бората звати Нурсултан Туякбай. «Нурсултан» — ім'я президента Казахстану Нурсултана Назарбаєва, а «Туякбай» — прізвище одного з помітних опозиційних діячів Казахстану Жармахан Туякбая.
- Більшість сцен фільму знімалося без сценарію, і більшість ролей грається не акторами (за винятком самого Бората, Азамата, Памели Андерсон, чорношкірої повії і членів родини Бората).
- Саша Барон Коен (Борат) говорить у фільмі не казахською мовою, а дуже спотвореним івритом, а Актор Кен Давітян, що грає роль Азамата, говорить вірменською мовою[9]. У фільмі також присутні висловлювання різними слов'янськими мовами (наприклад, «Як ше маш!», що Борат вживає як вітання; насправді фраза є питанням у польській мові "Jak się masz?" (укр. «Як справи?»)). Також Борат принаймні один раз почав репортаж зі слів «День добрий!»[10].
- В англійському написанні назви фільму англійські букви «A» і «n» замінені на кириличні «Д» і «и», наприклад, «BORДT» і «learиіиg». Також у фільмі показують географічну карту зі значними спотвореннями назв російською та химерними наборами літер кирилиці.
- Посол Казахстану у Великій Британії виступав з різкою критикою фільму, вказуючи на те, що Казахстан у ньому представлений вкрай відсталою країною, де, нібито, пригнічують жінок, переслідують гомосексуалів і де процвітає антисемітизм.
- У відповідь на це Коен записав звернення до посла [Архівовано 26 лютого 2010 у Wayback Machine.], у якому в своєму стилі відповів на критику: «У своїй відповіді на критику містера Ашікбаева я б хотів сказати, що не маю зв'язку з містером Коеном і повністю підтримую мій уряд, що ставить за цього єврея. З часів реформ Тулеякова в 2003 році Казахстан став цивільної країною, як будь-яка інша країна у світі. Жінки тепер можуть їздити всередині автобуса, гомосексуали не зобов'язані носити блакитні капелюхи, а вік дівчат, з якими можна вступати в законний статевий зв'язок, збільшився до восьми років. Дозвольте, олігарху, запросити Вас приїхати до Казахстану, де маємо неймовірні природні багатства, працьовитих робітників і найчистіших повій у всій Центральній Азії. Ґудбай, дзенкую!»
- На цьому ж сайті можна подивитися вирізки з шоу Коена на англійському MTV, яке більш близько до англійського гумору з фірмовою «чарівністю» Бората.
- В кінці фільму звучить пісня на основі «гімну США», виконаного Боратом у фільмі, й автори подають це як Гімн Казахстану.
- Повна назва фільму є продовженням тієї ламаної англійської мови, якою розмовляє Борат. Перекласти «Borat!: Cultural Learnings of America for Make Benefit Glorious Nation of Kazakhstan» українською мовою можна приблизно так: «Борат!: Культурні вивчення Америки для робити користь славний народ Казахстану».
- У самому фільмі в репліках Бората й Азамата є окремі репліки російською та казахською мовами. Наприклад: «Йоп твайю мат», «підараси», «кутак бармен», «сикян», «кіль менде» та ін. Це лайки та звичайні репліки.
- Казахською «кель минда» перекладається як «Підійди сюди», а слово «Йок», яке Коен кілька разів вимовляє у фільмі, деякими тюркськими мовами, наприклад, узбецькою та турецькою, означає «ні».
- Організація під назвою «Ліга проти наклепів» вважає діяльність актора Саші Коена антисемітською, вказавши, що він також може розгубити більшість телеглядачів. Шокують деяку частину глядачів також висловлювання актора Саші Коена, що в Казахстані жінки є останньою цінністю після Бога, чоловіків, коней та псів. Представник міністерства закордонних справ Казахстану Мухтар Карібай в інтерв'ю радіо «Азаттик» говорить, що влада не вважає за потрібне широко реагувати на діяльність окремо взятого актора:

|                                    | Дослідивши цю справу, мені здається, було виявлено, що він психічно нездоровий. І цим у нас питання було закрите. Він не має ніякого стосунку до Казахстану, до того ж має психічні відхилення. Тому було вирішено, що не варто висловлювати реакцію на рівні міністерства закордонних справ. Гадаю, це не те питання, щоб справу приватної особи перетворювати на об'єкт державної важливості. Різні бувають люди. |
| — http://www.blog.kz/06.11.2005/13 | |

- У кінці фільму показують прапор Азербайджану та портрет чинного президента Азербайджану Ільхама Алієва.
- Фільм ледве не став рекордсменом у номінації «Найдовша назва художньої картини». Наразі рекордом володіє «Доктор Стрейнджлав» (Dr. Strangelove or: How I Learned to Stop Worrying and Love the Bomb) — 13 слів. Українською мовою повна назва картини така: «Борат: вивчення американської культури на благо славного народу Казахстану».
- Вуса та волосся Бората — справжні. Саша Барон Коен відростив їх навмисно для кінокартини.
- За зізнанням Саші Барона Коена, що виконував роль казахського журналіста, сценічний костюм Бората жодного разу не чистили та не прали.
- У підсумку, фільм був офіційно заборонений у Казахстані.